# Lysirina
Lysirina is een geslacht van vliesvleugeligen uit de familie Pteromalidae. De wetenschappelijke naam van dit geslacht is voor het eerst geldig gepubliceerd in 1994 door Heydon.

## Soorten
Het geslacht Lysirina is monotypisch en omvat slechts de volgende soort:
- Lysirina polychroma Heydon, 1994